# Helina arctata
Helina arctata är en tvåvingeart som beskrevs av Collin 1953. Helina arctata ingår i släktet Helina och familjen husflugor. Arten är reproducerande i Sverige. Inga underarter finns listade i Catalogue of Life.